# Imagen interactiva
Una imagen interactiva es todo aquello que podemos observar que tenga relación con la generación digital de las imágenes, que esto es, en la actualidad, un componente esencial dentro del mundo de la imagen en movimiento. Otro componente esencial es el de un sistema interactivo total: un sistema donde las imágenes están unidas por una respuesta activa a las órdenes y directrices de un operador humano. Estas imágenes interactivas fueron posibles gracias a la tecnología del disco láser desarrollado por la compañía eléctrica Phillips.

Pacman.

El disco láser óptico almacena la información que contiene cada imagen de manera digital. En un disco normal se pueden almacenar unos 54.000 fotogramas que, grabados o pasados consecutivamente, ofrecerían un tiempo total de funcionamiento de unos treinta minutos por cada lado del disco. Ahora bien, el disco también puede producir imágenes fijas, marcha lenta, búsqueda rápida, y, lo más importante, el acceso selectivo a las imágenes. El aparato por los discos puede, tan solo con un pequeño retraso, localizar la posición de un fotograma particular y conducir el láser en esa dirección.
Esta facilidad de acceso selectivo hace que los discos láser sean particularmente idóneos para la enseñanza, la publicidad y las promociones en los puntos de venta. Las máquinas de vídeo son otra de las aplicaciones. Si esta facilidad se combina con un ordenador, una imagen del disco elabora una pregunta al usuario y entonces el acceso particular a las imágenes depende de las respuestas. Estas respuestas se pueden efectuar en un teclado o con una pantalla sensible al tacto, también se pueden emitir a través del mando o de otra manera.

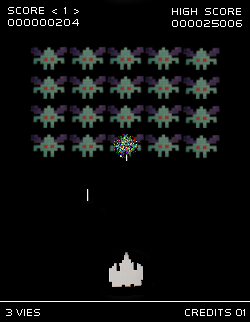
Imitación del juego Space Invaders.

Otra aplicación experimental de este potencial es el "mapa" visual de Aspen, producido en la MIT a finales de los años setenta. Las imágenes del disco mostraban la vista a través del parabrisas de un coche; cada cruce la pantalla pedía al usuario que se lo indicara la izquierda, la derecha o recto y entonces se producía la secuencia correcta. También se aplicó en los videojuegos, que comenzaron en 1972 con el Pong de Atari. Aunque la animación, generada por un ordenador, no era de mucha calidad y tenía una interactividad limitada, juegos como estos y los posteriores Space Invaders (1978) y PacMan (1981) fueron muy populares y por lo tanto, produjeron grandes ganancias.
Durante los años ochenta, tanto la generación digital y la tecnología del disco han continuado mejorando los juegos. Hacia el año 1987 se produjo un nuevo cambio: A partir del disco láser, Phillips había desarrollado la tecnología del compact disc aplicada a la reproducción del sonido digital. El vídeo CD fue el paso siguiente, y el CD interactivo o CD-I le siguió. Este último, tan solo requería añadir a un simple ordenador un aparato de vídeo, así como un programa adecuado, que ya estaban al alcance de los usuarios.
El CD-I está restringido por la capacidad de almacenamiento del disco. Una pantalla y un ordenador personal podrían estar unidos a un sistema interactivo para una red de cable de fibra óptica, que apoyado por un súper ordenador, podría hacer que muchos aparatos o participantes lo utilizaran simultáneamente, Gary Demons decía estar seguro de que se crearían simulaciones domésticas:

Las simulaciones en tiempo real estarían alimentadas directamente desde un superordenador [...] disponible a base de suscripciones. De esta manera solo se debería buscar la emisora y se podría [...] formar parte de una película, controlar las cosas, crear una película que nadie más podría visualizar. El valor de entretenimiento de los personajes interactivos sería increíble[...].

## El disco y la tecnología digital

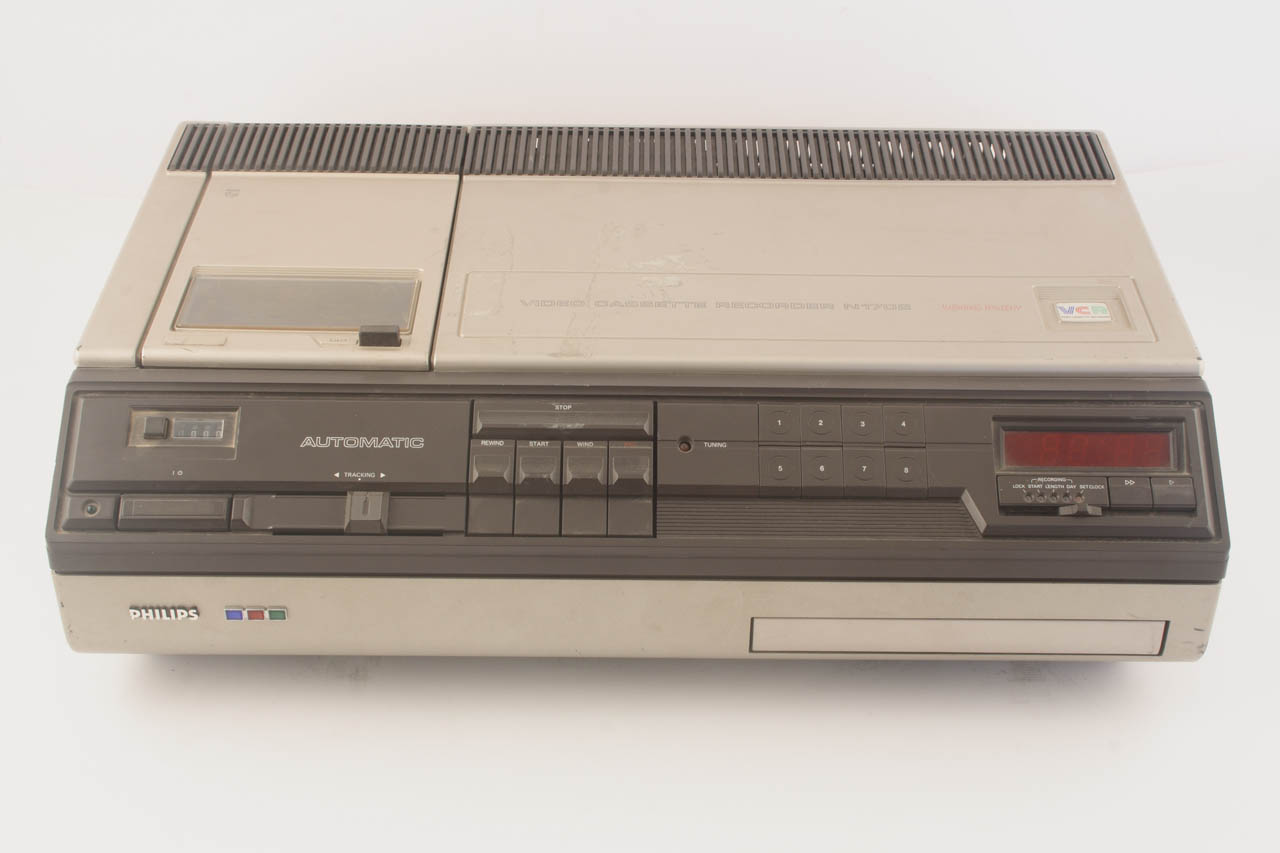
Holo Tape Selecta Vision, aparato lanzado por la empresa tecnológica RCA.

En septiembre de 1927, John Logie Baird presentó una primitiva forma de almacenar imágenes en un disco: un sistema llamado Phonovision. Este sistema, comercializado en 1935, sin mucho éxito, grababa la información de las imágenes de una televisión de 30 líneas, así como el sonido en unos discos de cera. A partir de estos, se elaboraban unos discos de gramófono de 78 rpm que podían durar unos seis minutos. No fue hasta los años sesenta, tras la expansión de la cinta de vídeo entre profesionales, cuando el potencial de vídeo doméstico estimuló la investigación de sistemas de almacenamiento de imágenes. A finales de la década de los sesenta, la CBS lanzó al mercado la Electronic Video Recording, que usaba películas de 8mm; y la RCA sacó el Holo Tape Selecta Vision, en el que un rayo láser leía las imágenes holográficas de una película transparente.
Tanto la CBS como el RCA tenían la conciencia de desarrollar un equipo doméstico de reproducción en el que las imágenes pudieran ser perfectamente controladas, pero los sistemas de casetes destinados a la grabación eran un impedimento. Los consumidores veían una gran ventaja en las grabaciones propias por lo tanto, ninguna de las dos alternativas se vendió bien. Casi una década después RCA lanzó un nuevo modelo de Selectavisión, en el que las imágenes quedaban almacenadas en un disco. Pero estos discos, eran frágiles y otra vez, no supusieron una ventaja significativa sobre los casetes que ya se habían ofrecido anteriormente.

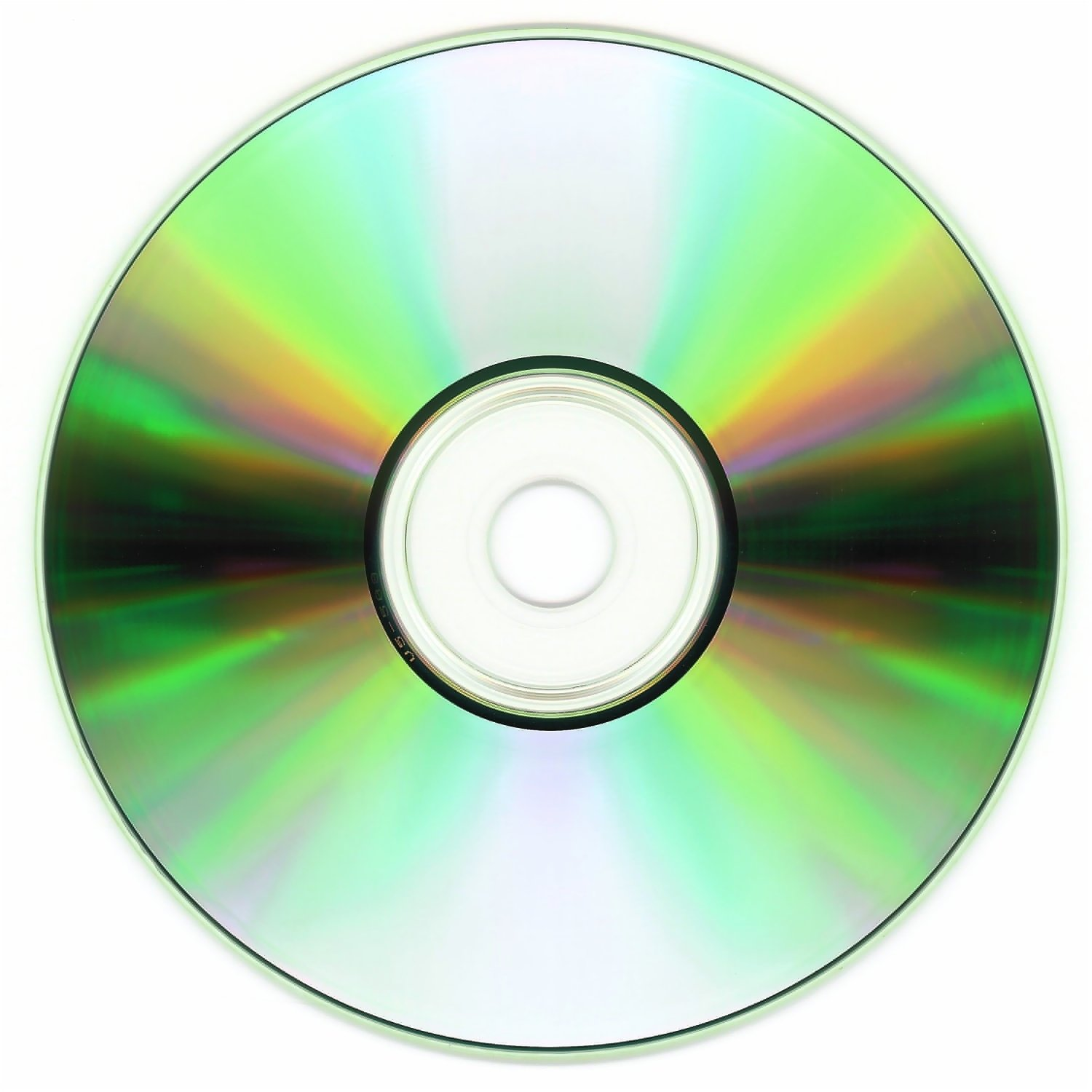
Imagen de uno de los Compact Disc de Sony.

Mientras tanto, Philips desarrolló una tecnología bastante diferente que utilizaba un rayo láser para leer las imágenes de un disco. La gran diferencia con los otros sistemas es que las imágenes estaban grabadas en el disco de forma digital: las imágenes estaban convertidas en elementos individuales y abstractos de información más que en una forma continua o analógica. La diferencia es fundamental, ya que la información digital puede ser introducida en un ordenador, manipulada y después, ofrecida de forma alterada.
El sistema del disco láser ofrece una imagen de alta calidad y tiene la posibilidad de ser visualizada inmediatamente. Por otra parte, al no haber contacto físico entre el láser y el disco, es considerado la forma más duradera de almacenar información visual inventada hasta ahora, con una gran garantía de vida. La tecnología del disco láser es muy importante como almacenamiento de los componentes de recuperación para los sistemas interactivos. Una versión doméstica, preparada para la MCA, que proporcionó el programa, se sacó al mercado en 1978, pero ni este ni ningún otro similar de la Pioneer tuvieron tanto éxito como para atraer al consumidor medio.
El disco láser también engendró el compact disc solo de audio para la reproducción digital del sonido grabado. Philips trabajar en equipo con Sony en 1979 y su producto en colaboración fue lanzado dos años más tarde, donde encontró rápidamente un mercado en expansión importante. Unos años más tarde, en 1987, Philips anunció el CD Vídeo, que era un disco de 8 pulgadas en el que un rayo láser leía el sonido y la imagen. Estos discos duraban unos cinco minutos, junto con unos 20 minutos adicionales solo de sonido, aunque si lograban el éxito, se introducirían discos de duraciones más largas.

## Las ambientaciones y las realidades alternativas

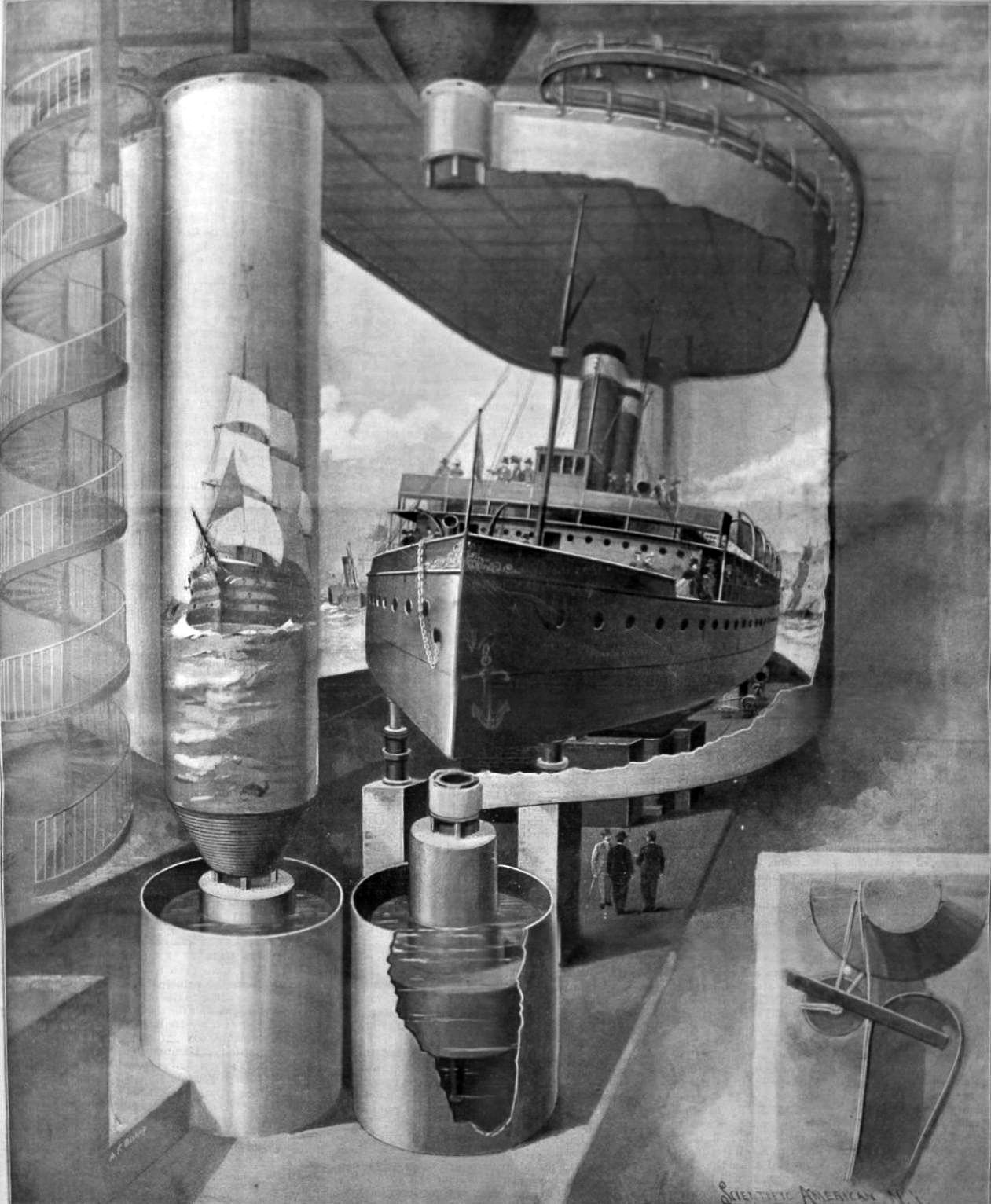
Ilustración del Mareorama durante la exposición de París de 1900

Las ambientaciones de la imagen en movimiento datan de la atracción de los Viajes de Hale de principios de siglo, donde la audiencia estaba sentada dentro de un vagón de ferrocarril fijo simulado, y una película con las vistas de la locomotora era proyectada en la pared. Los pasajeros estaban cautivados, lo que contribuyó a su gran éxito comercial. Posteriormente se añadieron refinamientos como el ruido, la corriente de aire y el balanceo del vagón. Unos años antes, la Exposición Universal de París de 1900 había realizado el Mareorama, que era una simulación donde los espectadores eran colocados en el puente de un barco que los paseaba, vía película, por el Mediterráneo.
En 1939, en la feria Mundial de Nueva York, los pasajeros entraban en un cohete que con un uso similar de las imágenes proyectadas, volaba a Londres. En la exposición de Bruselas de 1958 se construyó una versión actualizada de los Viajes de Hale. En la actualidad, en la base de la torre CN de Toronto, un vuelo en cohete con imágenes generadas digitalmente sigue entusiasmando a la gente.
La feria de Bruselas también incluía una atracción llamada Polyecran, donde se combinaban actuaciones en directo sobre un escenario con imágenes proyectadas en pantallas de diferentes tamaños y formas. En el año 1967, en Montreal, surgió la Laterna Magika, una nueva versión de esta que incorporaba una posibilidad para que el público, pulsando un botón, pudiera elegir qué tipo de argumento quería. Por lo tanto, este último invento, debería considerarse como uno de los primeros sistemas verdaderamente interactivos de la imagen en movimiento. Mientras tanto, las simulaciones ambientales no-interactivas, incorporaban entre las diversas distracciones de feria con el Sensorama, donde el participante se sentaba en el asiento de una motocicleta y mantenía un manillar simulado, Se proyectaba una película como si la motocicleta estuviera precipitándose por la calle de una ciudad, y el aire y el sonido estaban sincronizados.
Hubo simulaciones mucho más elaboradas para entrenar a los pilotos y a principios de los años ochenta, los trabajadores de la MIT crearon una simulación holográfica de una pequeña sección de un bosque, que respondía al movimiento del participante. Lo más interesante de la simulación digital hasta la fecha es el que se ha inventado en los laboratorios de investigación de la NASA: desarrollaron robots controlados que funcionaban fuera de las estaciones espaciales basados en unos casos ligeros, y dentro de los cuales había dos pantallas LCD unidas a una cámara de control remoto o en un ordenador de producción de imágenes.